# Chlorospatha castula
Chlorospatha castula là một loài thực vật có hoa trong họ Ráy (Araceae). Loài này được (Madison) Madison mô tả khoa học đầu tiên năm 1981.